# Regula Lüthi

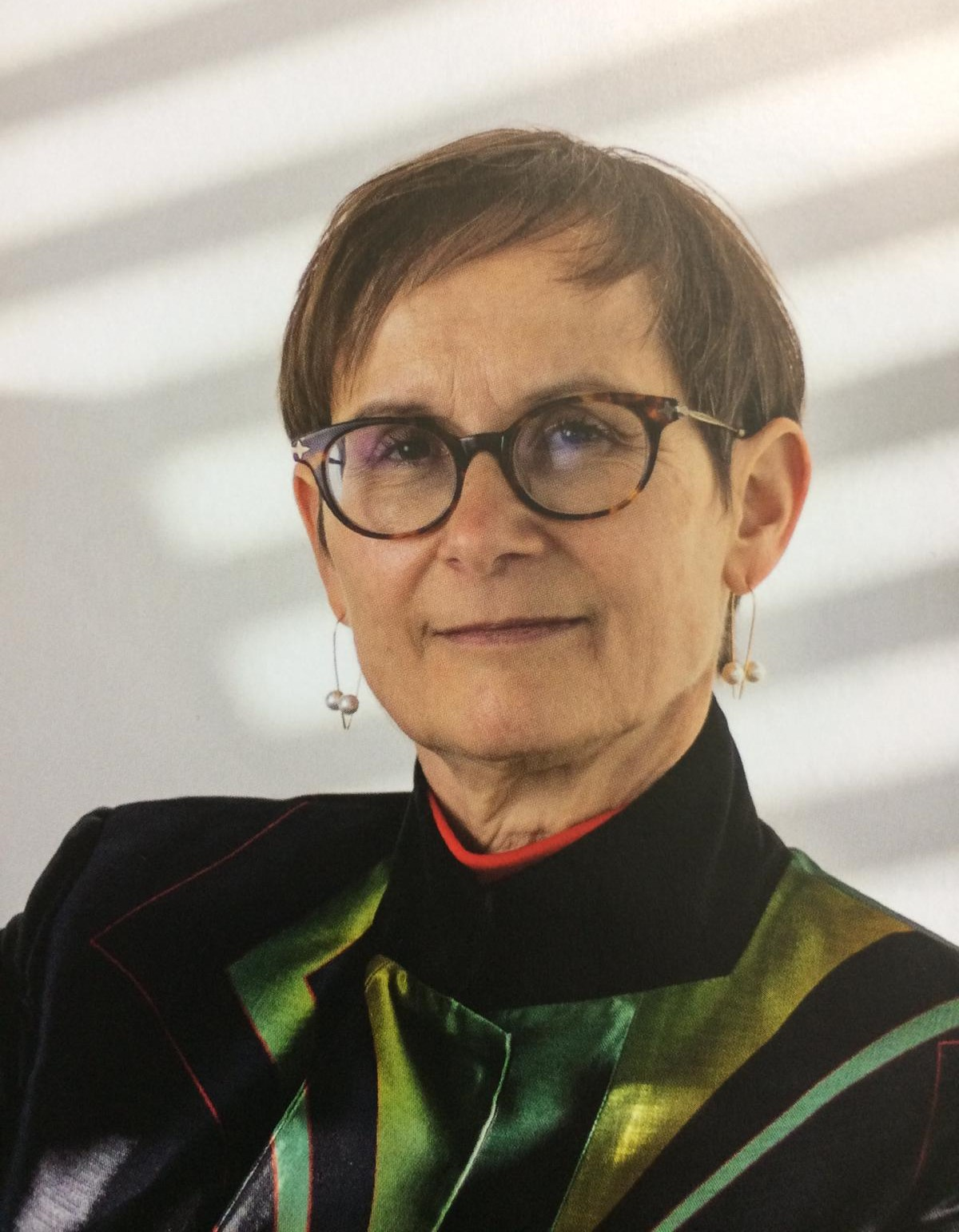
Regula Lüthi (2022)

Regula Lüthi (* 1958) ist eine Schweizer Pflegefachfrau. Sie ist seit 2021 selbständig tätig. 2020 wurde Regula Lüthi in den Spitalrat vom Universitätsspital Zürich (USZ) gewählt, in welchem sie seit Januar 2022 den Personalausschuss leitet. Regula Lühti hält zudem weitere Mandate im Gesundheits- und Bildungswesen inne.

## Werdegang
Regula Lüthi erlangte ihr Diplom in psychiatrischer Krankenpflege 1988 an der Psychiatrischen Universitätsklinik Zürich. Sie absolvierte von 2000 bis 2004 den Master of Public Health an den Universitäten Basel, Universität Bern und Zürich. Von 2005 bis 2014 war Regula Lüthi Pflegedirektorin der Psychiatrischen Dienste Kanton Thurgau in Münsterlingen. und von 2014 bis 2021 Direktorin Pflege, Medizinische-Therapeutische Dienste (MTD) und Soziale Arbeit der Universitären Psychiatrischen Kliniken Basel.
Während dieser Periode war sie zudem Präsidentin von Swiss Nurse Leaders, dem Verband der Schweizer PflegedirektorInnen und PflegedienstleiterInnen der Schweiz.
Regula Lüthi ist Mitglied des Vorstands des Forums Managed Care FMC, Vizepräsidentin im Verwaltungsrat für die Psychiatrieverbunde St. Gallen und Mitglied des Stiftungsrates.

## Publikationen (Auswahl)
- Pflege im 21. Jahrhundert, Interview mit Regula Lüthi in österreichischen Magazin Pflegenetz 5/2018 (online)
- Psychische und somatische Leiden integriert behandeln, Interview mit Regula Lüthi im fmc impuls des Forum Managed Care, Ausgabe 1/18 (online)
- Den Fokus der Pflegewissenschaft weiten. In Pflege 3/2017[7]
- Eine psychiatrische Erkrankung kennt keine Altersgrenze, Interview mit Regula Lüthi im Spitex Magazin 04/17 (PDF)
- Ehemalige Patienten helfen aktuellen Patienten, Artikel im St. Galler Tagblatt vom 1. Oktober 2014 (online)
- Intensive Case Management an der Nahtstelle zwischen stationärer und ambulanter psychiatrischer Versorgung (Co-Autorin) In Case Management 2/13[8]
- Insights from inside: the duties and activities of nurses at the psychiatric clinic Münsterlingen (CH). A qualitative study.[9]
- Die Spitex als Partnerin in der gemeindepsychiatrischen Versorgung, in: Die Schweizer Psychiatrieversorgung im internationalen Vergleich, Hrsg. von Fabian Ramseyer, Ruth Genner und Hans Brenner, Edition 8, 2006. ISBN 978-3-85990-057-8